# Prostor (matematika)
Prostor je v matematice obvykle označení pro geometrický, topologický, případně množinový objekt. V užším smyslu se prostorem rozumí třírozměrný fyzikální prostor, v kterém jsme zvyklí si vytvářet své geometrické představy. Obecněji může prostor znamenat v závislosti na kontextu topologický prostor, varietu, metrický prostor, množinu s nějakou přidanou algebraickou strukturou, vektorový prostor, anebo jenom samotnou množinu.
V elementární geometrii se prostorem běžně rozumí třírozměrný Riemannův prostor, zpravidla s euklidovskou geometrií (tzv. „plochý“ prostor). Takový prostor je základním prostředím pro běžnou stereometrii a jí studované geometrické útvary (a to včetně útvarů rovinných, studovaných planimetrií) a jejich geometrické vztahy, ale i pro geometrii analytickou. V některých případech se prostorem mohou rozumět i prostory s neeuklidovskou („zakřivenou“) geometrií (např. hyperbolická geometrie, sférická geometrie), také dimenze nemusí být pouze tři, ale některé obory geometrie pracují s prostory s obecným počtem rozměrů.